# Поздняя женитьба (фильм, 2001)
Поздняя женитьба (ивр. חתונה מאוחרת‎, Hatuna Meuheret) — израильский фильм 2001 года режиссёра Довера Косашвили.
Большинство главных героев говорят на еврейско-грузинском языке и частично на иврите.
Фильм получил положительные отзывы, премию Офир и был представлен Израилем в качестве претендента на «Лучший фильм на иностранном языке» премии «Оскар», но не был номинирован.

## Сюжет
В центре сюжета 31-летний Заза (Лиор Ашкенази — эта роль стала его прорывом), сын грузинских еврейских иммигрантов, придерживающихся традиционных взглядов, которые с нетерпением пытаются устроить его судьбу. Без их ведома он тайно встречается с 34-летней разведённой Юдит (Ронит Элькабец), у которой есть дочка. Когда его родители узнают об их отношениях и вмешиваются, Заза должен выбирать между семейными традициями и любовью.
И хотя Заза аспирант Тель-Авивского университета, но он подчиняется родителям (Яша и Лили) и женится на Илане, которой 17 лет, и она всё ещё учится в старшей школе.

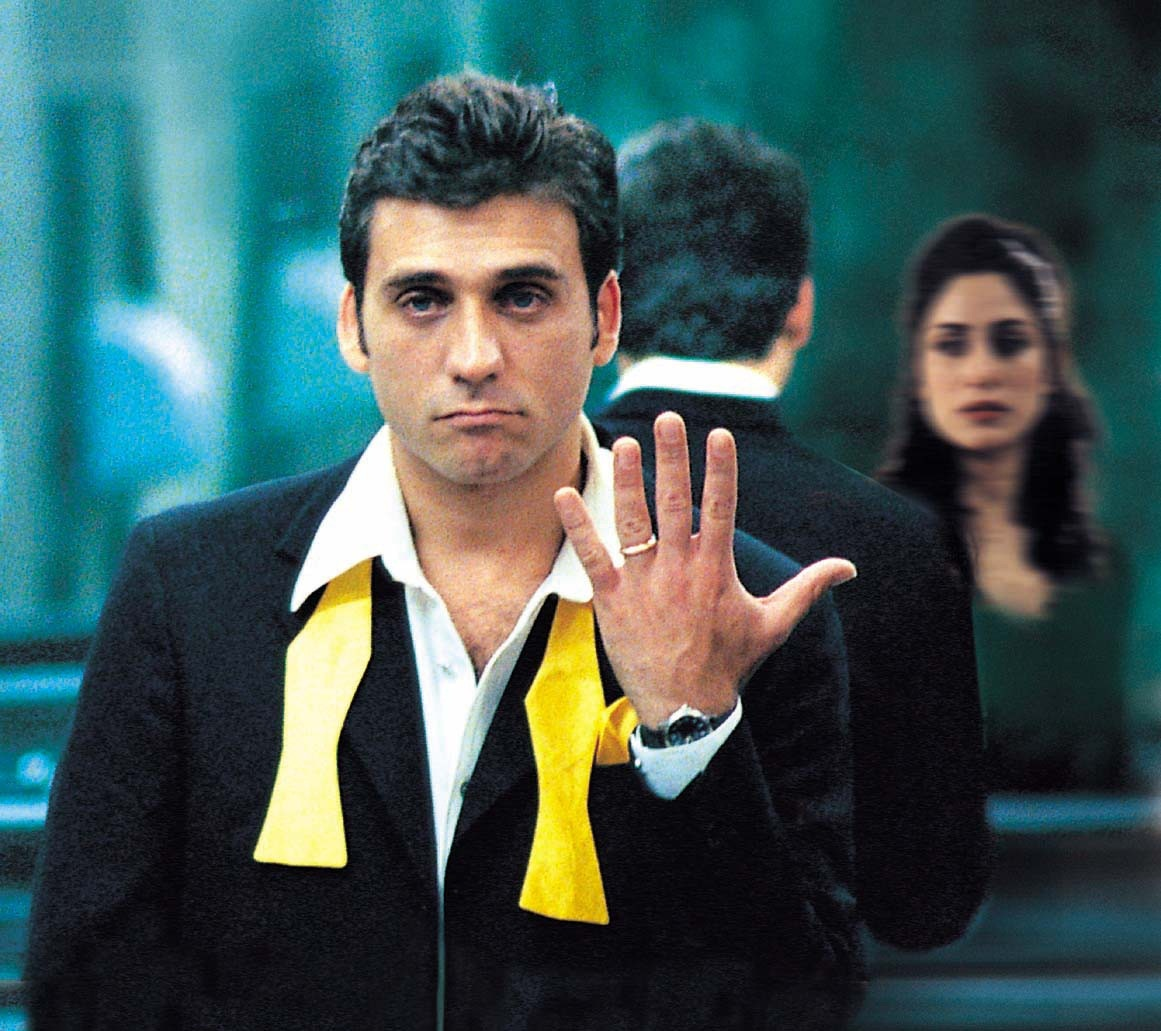
Заза и Юдит

Юдит, 34-летняя разведённая израильтянка марокканского происхождения, показана во время откровенного и натуралистического секса.
Юдит неприемлема для родителей Зазы, потому что она разведена, имеет ребёнка и старше Зазы. Несколько родственников Зазы охраняют её многоквартирный дом, планируя противостоять паре и напугать Юдит, чтобы она покинула Зазу.
Его родственники врываются в квартиру Юдит и пытаются воздействовать на неё, сначала вежливо, а потом прибегнув к унижениям и угрозам насилием. Испуганным свидетелем всего этого становится дочка Юдит Мадона. Саймон снимает декоративный меч со стены и приставляет его к горлу Юдит.
В финале картины Заза и Яша стоят рядом у писсуаров в общественном туалете. Выясняется, что они на свадьбе Зазы, и он пьян. В конце концов он говорит гостям, что у него «есть женщина красивее моей жены», и тащит Саймона на сцену, чтобы попросить его подтвердить это. Саймон выводит на сцену мать Зазы в роли другой женщины, снимая напряжение, Заза и Лили обнимаются. Фильм заканчивается тем, что Заза и его невеста танцуют вместе с его семьёй.

## Актёры
- Лиор Ашкенази, в роли Зазы
- Ронит Элькабец, как Юдит
- Мони Мошонов в роли Яши
- Лили Косашвили в роли Лили
- Ая Стейновиц в роли Иланы
- Розина Камбос в роли Магули
- Саймон Чен в роли Саймона
- Сапир Кугман в роли Мадоны
- Дина Дорон в роли Любы
- Леонид Каневский в роли Отари
- Ливия Чачмон Аялий в роли Маргалит
- Эли Тури в роли Бессика
- Мария Ованова в роли Лали

Лили Косашвили (мать режиссёра) играет роль матери Зазы Лили.

## Прием
Фильм был показан в программе «Особый взгляд» на Каннском кинофестивале 2001 года. После этого показа его премьера состоялась на 18-м Ежегодном израильском кинофестивале. Кинокритик Джон Петракис из Chicago Tribune написал: «Фильм оказался намного большим, чем мы ожидали».
Фильм был положительно воспринят критиками на сайте-агрегаторе Metacritic и получил 82 балла, что означает «Всеобщее признание», а также занял 88-е место в рейтинге лучших фильмов 2000-х по версии ' Slant Magazine. Эд Гонсалес, критик Slant, писал: «Он так смело противостоит строгим культурным традициям, что это маленькое чудо, что он никогда не становится бойким».
Фильм также получил положительные отзывы критиков на сайте Rotten Tomatoes, где на основе 64 отзывов он получил рейтинг 88 %, средний рейтинг составил 7,3/10. В резюме сайта отмечается: «…чёрная комедия о браках по договоренности и традициях».
Дэнни Грейдон из BBC назвал «Позднюю женитьбу» «успешным и чрезвычайно увлекательным дебютом», а Эмануэль Леви— «изюминкой израильского кино последнего десятилетия … впечатляющим и чрезвычайно мощным дебютом».
Эдвард Гутманн из San Francisco Chronicle похвалил игру главных героев, изображающих группу евреев ашкенази, а также игру актрисы Элькабец.
По словам Роджера Эберта из Chicago Sun-Times, «это не одноуровневый фильм, и один из его самых показательных моментов демонстрирует, как волевая мать выражает уважение столь же железной воле Юдит».

## Награды
- Выиграл 9 премий Офир, в том числе за лучший фильм в 2001 году.
- Этот фильм был представлен Израилем на 74-ю премию Оскар за лучший иностранный фильм (он не был номинирован).